# Lilian Mateo
Lilian Mateo Tórrez (* 4. Februar 2005) ist eine bolivianische Leichtathletin, die im Mittel- und Langstreckenlauf sowie im Hindernislauf an den Start geht.

## Sportliche Laufbahn
Erste internationale Erfahrungen sammelte Lilian Mateo im Jahr 2021, als sie bei den U18-Südamerikameisterschaften in Encarnación in 10:14,62 min die Silbermedaille im 3000-Meter-Lauf gewann. Im Jahr darauf gewann sie bei den U18-Südamerikameisterschaften in São Paulo in 4:41,79 min die Bronzemedaille im 1500-Meter-Lauf und sicherte sich über 3000 Meter in 10:06,77 min die Silbermedaille. 2023 belegte sie bei den U20-Südamerikameisterschaften in Bogotá in 4:53,11 min den vierten Platz über 1500 Meter und gewann in 17:46,94 min die Silbermedaille im 5000-Meter-Lauf. Im Jahr darauf gewann sie bei den U20-Südamerikameisterschaften in Lima in 17:17,62 min die Bronzemedaille über 5000 Meter und belegte über 3000 Meter in 9:54,38 min den vierten Platz. Anschließend verpasste sie bei den U20-Weltmeisterschaften ebendort mit 10:14,08 min den Finaleinzug über 3000 Meter.
2023 wurde Mateo bolivianische Meisterin im 3000-Meter-Hindernislauf.

## Persönliche Bestleistungen
- 1500 Meter: 4:37,98 min, 27. April 2023 in Caracas
- 3000 Meter: 9:54,38 min, 13. Juli 2024 in Lima
- 5000 Meter: 17:17,62 min, 12. Juli 2024 in Lima
  - 5000 Meter (Halle): 17:11,16 min, 9. Februar 2024 in Lubbock (U20-Südamerikarekord)
- 3000 m Hindernis: 11:53,38 min, 24. Juni 2023 in Cochabamba